# Helmut Schliesing

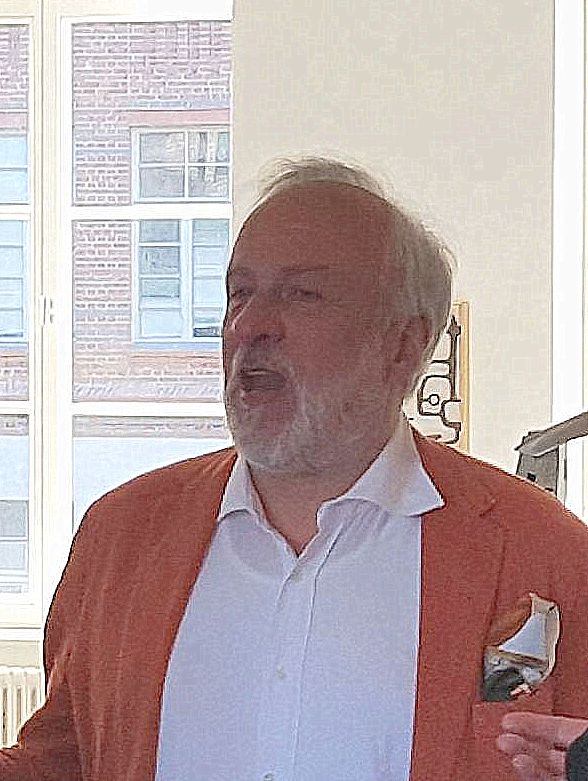
Helmut Schliesing 2016

Helmut Schliesing (* 18. Mai 1953 in Brandenburg an der Havel, DDR) ist ein ehemaliger deutscher Politiker (SPD) und Lehrer. 
Helmut Schliesing absolvierte an der Ernst-Moritz-Arndt-Universität Greifswald ein Studium zum Diplomlehrer für Biologie und Chemie und arbeitete dann drei Jahre als Lehrer in Damsdorf. Nach einer Aspirantur an seinem früheren Studienort wurde er im Jahr 1988 zu einem biologischen Thema promoviert. Anschließend war er bis zur politischen Wende Arbeitshygiene-Inspektor.
Der bis dahin Parteilose war am 13. Dezember 1989 einer der Mitbegründer der SDP in der Stadt Brandenburg (Havel). Am 6. Mai 1990 wählte ihn die Stadtverordnetenversammlung als ersten frei gewählten Oberbürgermeister der Stadt Brandenburg (Havel) nach der politischen Wende. In den Jahren 1990 bis 2002 stand er dieser Stadt vor. Ohne vorherige Verwaltungsausbildung und -erfahrung war er für den Aufbau der kommunalen Selbstverwaltung unter den neuen politischen Verhältnissen verantwortlich. Es wurden wichtige  Entwicklungen und Investitionen, wie beispielsweise der Aufbau der Fachhochschule, eine neue Feuerwache für die Feuerwehr Brandenburg an der Havel, ein Neubau für das Brandenburger Theater und des Marienbades und der Ausbau des Klinikums und der Regattastrecke Beetzsee, begonnen. Als Fehler wird der verfrüht begonnene und nach seiner Amtszeit abgebrochene Wiederaufbau des Neustädtischen Rathauses gezählt.
Helmut Schliesing wurde zweimal gewählt und überstand im Jahr 1995 in seiner zweiten Amtszeit ein Abwahlverfahren.
Nach seinem Ausscheiden aus dem politischen Amt war er zwei Jahre lang Betriebsleiter im Klinik Service Center des Städtischen Klinikums Brandenburg und in den Jahren 2004 bis 2018 Leiter der Medizinischen Schule des Klinikums.
Schliesing lebt in Rietz, einem Ortsteil der Gemeinde Kloster Lehnin.

## Schriften
- Untersuchungen enzymatischer Reaktionen bei freilebenden Nematoden zum Nachweis nematizider Effekte, Diss., Universität Greifswald 1988.
- Die Kommunen der neuen Bundesländer im Umbau. In: Bernd Feldhaus (Hrsg.): ... und auf einmal im Rathaus. Erfahrungsberichte kommunaler Mandatsträger der ersten Wahlperiode 1990–1993 in Brandenburg. Waxmann, Münster 1995, ISBN 3-89325-307-6.